# متلازمة المسكة البركية
متلازمة المسكة البركية  (PCS)هي حالة غير خطيرة يحدث فيها ألم حاد وطاعن في منطقة محددة من الصدر ويزداد سوءاً خلال التنفس. تستمر نوبات الألم لدقائق قليلة  عادة يحدث الألم على الراحة والأعراض الأخرى غائبة. قد تسبب المخاوف الناجمة عن هذه المتلازمة القلق لدى المريض.
تعتبر المتلازمة مجهولة السبب. في حين أن البعض يعتقد أن الألم قد يكون من جدار الصدر أو بسبب تهيج العصب الوربي. تعد الشدة النفسية من أهم عوامل الخطر. حيث أن العضلة القلبية لا علاقة لها بهذا الألم التشخيص يعتمد على المظاهر السريرية.. يتضمن التشخيص التفريقي لهذه الحالة كل من الذبحة الصدرية، التهاب التامور، ذات الجنب، ورض الصدر.
يكون العلاج عادة بطمأنة المريض، الإنذار جيد. تم وصف هذه المتلازمة لأول مرة عام 1955 وهي تعتبر شائعة نسبياً خاصة عند الأطفال بعمر 6-12 سنة وهي أقل شيوعاً لدى البالغين. الإصابة متساوية بين الذكور والإناث.

## الأعراض والعلامات
يبدأ الألم بشكل مفاجئ في الجانب الأيسر من الناحية الأمامية للصدر. يكون الألم موضع ولا ينتشر مثل الذبحة الصدرية التي تكون منتشرة عادة  غالباً ما يشتد الألم أثناء الشهيق وممكن خلال الزفير أيضاً. الحركة أيضاً تزيد من شدة الألم.لذلك فإننا غالباً ما نشاهد المريض جالساً في مكانه ويتنفس بشكل سطحي حتى انتهاء النوبة التي تستمر لأقل من ثلاث دقائق عادة. في بعض الحالات قد تستمر لمدة 1 ساعة. تواتر النوبات يختلف حسب المريض في بعض الأحيان تحدث يوميا، عدة مرات كل يوم أو أكثر موزعة على أسابيع أو أشهر أو سنوات بين النوب.  قد يكون الألم خفيف الشدة أو حاد وطاعن مسبباً انقطاع التنفس وتشوش رؤية.

## العلاج
لايوجد علاج معروف لهذه المتلازمة ومع ذلك لا يعتقد بأنها حالة خطرة أو مهددة للحياة. يرى الكثيرون أن الجزء الأسوأ من هذا المرض هو الخوف من كونه مؤشراً لنوبة قلبية أو حالة أخرى أشد خطورة. 
يبدي بعض المرضى تحسناً من خلال قيامهم بتنفس سطحي وبطيء أو حتى حبس أنفاسهم لفترة قصيرة خلال نوبة الألم. أيضاً يساهم رفع المرفقين فوق مستوى الصدر في التخفيف من الضغط على المنطقة. ينبغي الحفاظ على إماهة الجسم التي يلاحظ أن لها دور هام في الحد من تواتر الهجمات. قد يكون للأيبوبروفين دور مساعد في العلاج.[بحاجة لمصدر]

## تاريخ المرض
تم وصف المتلازمة لأول مرة  في عام 1893 من قبل Henri Huchard, أخصائي أمراض القلب الفرنسي الذي أطلق عليه "précordialgie" (من اللاتينية "praecordia" بمعنى «قبل القلب») أو متلازمة هوشارد 
تم دراسة المتلازمة  بعمق أكثر من خلال Miller and Texidor أخصائي القلبية في قسم أمراض القلب والأوعية الدموية في مستشفى   Michael Reese في شيكاغوفي عام 1955. تم ملاحظة المتلازمة في 10 مرضى، كان الباحث ميلر واحدا منهم. في عام 1978 تم مناقشة الحالة أيضاً من قبلSparrow and Bird حيث لاحظوا أن 45 شخص سليم يعاني منها وربما تكون الحالة أكثر تواترا من المفترض عموما.بالنسبة للمتلازمة في الأطفال الأمريكيين قد نوقشت من قبل Pickeringفي عام 1981 و Reynolds في عام 1989. هذه هي الحالات الموجودة لهذه المتلازمة في الأدب الطبي.